# Шаффер, Ли
Ли Фи́лип Ша́ффер II (англ. Lee Philip Shaffer II; родился 23 февраля 1939 года в Чикаго, штат Иллинойс, США) — американский профессиональный баскетболист, выступавший в Национальной баскетбольной ассоциации за команду «Сиракьюс Нэшнлз / Филадельфия-76». Завершил карьеру из-за травмы после трёх успешных сезонов в НБА и обмена на Уилта Чемберлена, который считается одним из самых неудачных в истории лиги. В данное время является председателем одной из нефтяных компаний в США.

## Колледж
Ли после окончания школы Болдуин, что в пригороде Питтсбурга, поступил в университет Северной Каролины в Чапел-Хилл, где выступал в баскетбольной команде под руководством Фрэнка Макгуайра. В «Тар Хилз» Шаффер выступал вместе с талантливыми Йорком Ларисом и Дагом Мо. За полные три года в основной команде его статистика в 14 очков и 8,1 подбора в среднем за игру стала достаточной для выведения номера Ли № 12 из обращения. В свой последний год Ли Шаффер стал игроком года в Атлантической конференции, а также вошёл в символическую всеамериканскую сборную NCAA.

## Профессиональная карьера
На одном из сильнейших драфтов НБА с начала её существования игрока выбирают под пятым общим номером"Сиракьюс Нэшиналс". Однако дебют в НБА Шаффера состоялся только в следующем сезоне, в котором он сразу же стал вторым по результативности в команде после Хэла Грира. В плей-офф «Нэшиналс» встретились с «Филадельфия Уорриорз» ведомой Уилтом Чемберленом, который в том сезоне набирал в среднем 50,4 очка и делал 25,7 подбора за матч, однако так и не стал MVP сезона. В серии до трёх побед Ли в среднем набирал дабл-дабл за игру, однако судьба путёвки в следующий раунд решалась в пятом матче. Без помощи травмированного Грира даже 30 очков Шаффера не помогли сдержать команду четырёх будущих членов Зала славы и «Сиракьюс» проиграли со счётом 104:121.
В следующем сезоне он продолжал оставаться одним из лидеров коллектива, и повысил свою результативность до 18,6 очка в среднем за матч. Также в нём он впервые вызывается на Матч всех звёзд НБА, где набирает 12 очков всего за 19 минут сыгранного времени в матче. Закончив регулярный сезон на втором месте в дивизионе, «Сиракьюс Нэшиналс» вышли на «Цинциннати Ройалз». Несмотря на очень высокую результативность Шаффера в плей-офф уже при играющем Хэле Грире. В частности, в двух последних встречах он набирал 37 и 45 очков соответственно, его команда опять проиграла в первом раунде плей-офф.
Уже в следующем сезоне после переезда клуба в Филадельфию уже при играющем тренере Дольфе Шейесе Ли получил травму из-за которой пропустил половину всех игр команды, а когда восстановился вынужден был играть наименьшее количество времени среди всех игроков стартовой пятёрки. Игрока после неудачного командного сезона включают в сделку по обмену в клуб Уилта Чемберлена и в итоге Ли вместе с Конни Диркингом и Полом Ньюманном отправляются в «Сан-Франциско Уорриорз». В связи с обнаружившимся усложнением травмы Ли Шаффер так и не сыграл в новой команде ни минуты и вынужден был завершить карьеру игрока в возрасте 24 лет.

## Статистика

### Статистика в НБА
| Сезон                                                                                    | Команда     | Регулярный сезон | Регулярный сезон | Регулярный сезон | Регулярный сезон | Регулярный сезон | Регулярный сезон | Регулярный сезон | Регулярный сезон | Регулярный сезон | Регулярный сезон | Регулярный сезон | Серия плей-офф | Серия плей-офф | Серия плей-офф | Серия плей-офф | Серия плей-офф | Серия плей-офф | Серия плей-офф | Серия плей-офф | Серия плей-офф | Серия плей-офф | Серия плей-офф |
| Сезон                                                                                    | Команда     | GP               | GS               | MPG              | FG%              | 3P%              | FT%              | RPG              | APG              | SPG              | BPG              | PPG              | GP             | GS             | MPG            | FG%            | 3P%            | FT%            | RPG            | APG            | SPG            | BPG            | PPG            |
| ---------------------------------------------------------------------------------------- | ----------- | ---------------- | ---------------- | ---------------- | ---------------- | ---------------- | ---------------- | ---------------- | ---------------- | ---------------- | ---------------- | ---------------- | -------------- | -------------- | -------------- | -------------- | -------------- | -------------- | -------------- | -------------- | -------------- | -------------- | -------------- |
| 1961/62                                                                                  | Сиракьюс    | 75               |                  | 27,8             | 43,6             |                  | 77,1             | 6,8              | 1,3              |                  |                  | 16,9             | 5              |                | 34,8           | 35,4           |                | 77,4           | 11,0           | 1,4            |                |                | 18,8           |
| 1962/63                                                                                  | Сиракьюс    | 80               |                  | 29,9             | 42,9             |                  | 78,4             | 6,6              | 1,2              |                  |                  | 18,6             | 5              |                | 34,6           | 47,9           |                | 80,0           | 4,6            | 1,2            |                |                | 27,2           |
| 1963/64                                                                                  | Филадельфия | 41               |                  | 24,7             | 37,0             |                  | 76,7             | 5,0              | 0,9              |                  |                  | 13,1             | 3              |                | 13,3           | 36,4           |                | 50,0           | 1,3            | 0,7            |                |                | 5,7            |
|                                                                                          | Всего       | 196              |                  | 28,0             | 42,0             |                  | 77,6             | 6,3              | 1,2              |                  |                  | 16,8             | 13             |                | 29,8           | 41,6           |                | 77,8           | 6,3            | 1,2            |                |                | 19,0           |
| Наведите курсор мыши на аббревиатуры в заголовке таблицы, чтобы прочесть их расшифровку. |             |                  |                  |                  |                  |                  |                  |                  |                  |                  |                  |                  |                |                |                |                |                |                |                |                |                |                |                |